# Rudolf Peschel
Pour les articles homonymes, voir Peschel.
Rudolf Peschel (21 avril 1894 à Straßburg im Elsaß - 30 juin 1944 à Vitebsk) est un Generalleutnant allemand qui a servi au sein de la Heer dans la Wehrmacht pendant la Seconde Guerre mondiale.
Il a été récipiendaire de la Croix de chevalier de la Croix de fer. Cette décoration est attribuée pour récompenser un acte d'une extrême bravoure sur le champ de bataille ou un commandement militaire avec succès.

## Biographie
Rudolf Peschel s'engage le 1er avril 1914 dans l'armée prussienne en tant que porte-drapeau. Fils d'un acteur et metteur en scène, il rejoint le 20e régiment d'infanterie (pl), au sein duquel il est promu lieutenant le 24 décembre 1914.
Rudolf Peschel est tué le 30 juin 1944 durant l'Offensive de Vitebsk–Orsha à Vitebsk en Biélorussie.

## Décorations
- Croix de fer (1914)
  - 2e Classe
  - 1re Classe
- Insigne des blessés (1914)
  - en Noir
  - en Argent
- Croix de chevalier de l'Ordre royal de Hohenzollern avec glaives
- Croix d'honneur pour combattants 1914-1918
- Agrafe de la Croix de fer (1939)
  - 2e Classe
  - 1re Classe
- Médaille du Front de l'Est
- Croix allemande en Or (22 novembre 1941)
- Croix de chevalier de la Croix de fer
  - Croix de chevalier le 20 janvier 1944 en tant que Generalleutnant et commandant de la 6. Luftwaffen-Feld-Division[1]